# Влаховићи (Травник)
Влаховићи је насељено место у Босни и Херцеговини у општини Травник. Административно припада Федерацији Босне и Херцеговине, односно њеном Средњобосанском кантону. Према попису становништва из 2013. у насељу је било 324 становника, а већинску популацију чинили су Бошњаци.

## Становништво
По последњем службеном попису становништва из 2013. године у овом насељу живело је 324 становника, а село је било етнички хомогено са већинском бошњачком популацијом.
| Националност | 2013. | 1991.        | 1981.        | 1971.        |
| Бошњаци      | —     | 342 (99,42%) | 384 (95,76%) | 386 (100,0%) |
| Хрвати       | —     | 1 (0,29%)    | 0            | 0            |
| Срби         | —     | 0            | 2 (0,50%)    | 0            |
| Југословени  | —     | 0            | 15 (3,74%)   | 0            |
| остали       | —     | 1 (0,29%)    | 0            | 0            |
| Укупно       | 324   | 344          | 401          | 386          |